# Peduel
Peduel (en hebreo: פְּדוּאֵל) es un asentamiento israelí en la gobernación de Salfit, en Cisjordania. Situada a unos 10 km de la ciudad palestina de Burqin, a 25 km al este de Tel Aviv y adyacente a Alei Zahav, Beit Aryeh-Ofarim y Brukhin, está organizada como un asentamiento comunitario y cae bajo la jurisdicción del Consejo Regional de Shomron. En 2021 tenía una población de 2098. El Shilo Stream pasa al sur y la Reserva Natural Shilo Stream limita con Peduel al norte y al oeste.
La comunidad internacional considera que los asentamientos israelíes en Cisjordania son ilegales según la Cuarta Convención de Ginebra, de la que Israel es miembro y cuyo artículo 49 especifica que «la Potencia ocupante no podrá efectuar la evacuación o el traslado de una parte de la propia población civil al territorio por ella ocupado». El gobierno israelí no está de acuerdo con esta posición.

## Historia
Fundado en 1984 en tierras consideradas estatales por un grupo de israelíes judíos ortodoxos de Yeshivat Har Etzion en Alon Shvut con la ayuda de Amana, el yishuv es ahora el hogar de unas 200 familias. El nombre del pueblo es simbólico y se deriva de la Biblia: Y los redimidos de Jehová volverán y vendrán con cánticos a Sion (Isaías 35,10 y 51,11). La palabra rescatado en hebreo es Pedui, y Pedu-el significa rescatado por Dios.
Hay muchas instituciones ubicadas en el asentamiento: una guardería, tres jardines de infancia, una escuela primaria, un talmud torá y la ieshivá combinada del preejército y hesder Eretz Hatzvi.[cita requerida]
Entre octubre y noviembre de 2023, se construyó una carretera no autorizada al sur del asentamiento, sobre tierras del municipio palestino de Kafr ad–Dik, hasta un nuevo puesto de avanzada ilegal.